# Bosques del Mineral
Bosques del Mineral är en ort i Mexiko.   Den ligger i kommunen Mineral de la Reforma och delstaten Hidalgo, i den sydöstra delen av landet, 80 km nordost om huvudstaden Mexico City. Bosques del Mineral ligger 2 358 meter över havet och antalet invånare är 611.
Terrängen runt Bosques del Mineral är kuperad norrut, men söderut är den platt. Runt Bosques del Mineral är det tätbefolkat, med 982 invånare per kvadratkilometer. Närmaste större samhälle är Pachuca de Soto, 7,8 km nordost om Bosques del Mineral. Omgivningarna runt Bosques del Mineral är i huvudsak ett öppet busklandskap.